# Agujero negro estelar

Representación artística de un agujero negro con una estrella compañera, moviéndose ambos en órbita mutua. La estrella excede su límite de Roche, y por eso la materia cae al agujero negro, formando un disco de acreción. Parte de la materia es eyectada en chorros polares colimados (jet (astronomía)) altamente energéticos.El escenario mostrado se ajusta a un sistema doble, donde la componente de mayor masa evoluciona primero y se transforma en agujero negro, a través de una explosión de supernova. La segunda componente, aquí en amarillo, tal vez haya abandonado ya la secuencia principal del diagrama HR, transformándose en gigante.

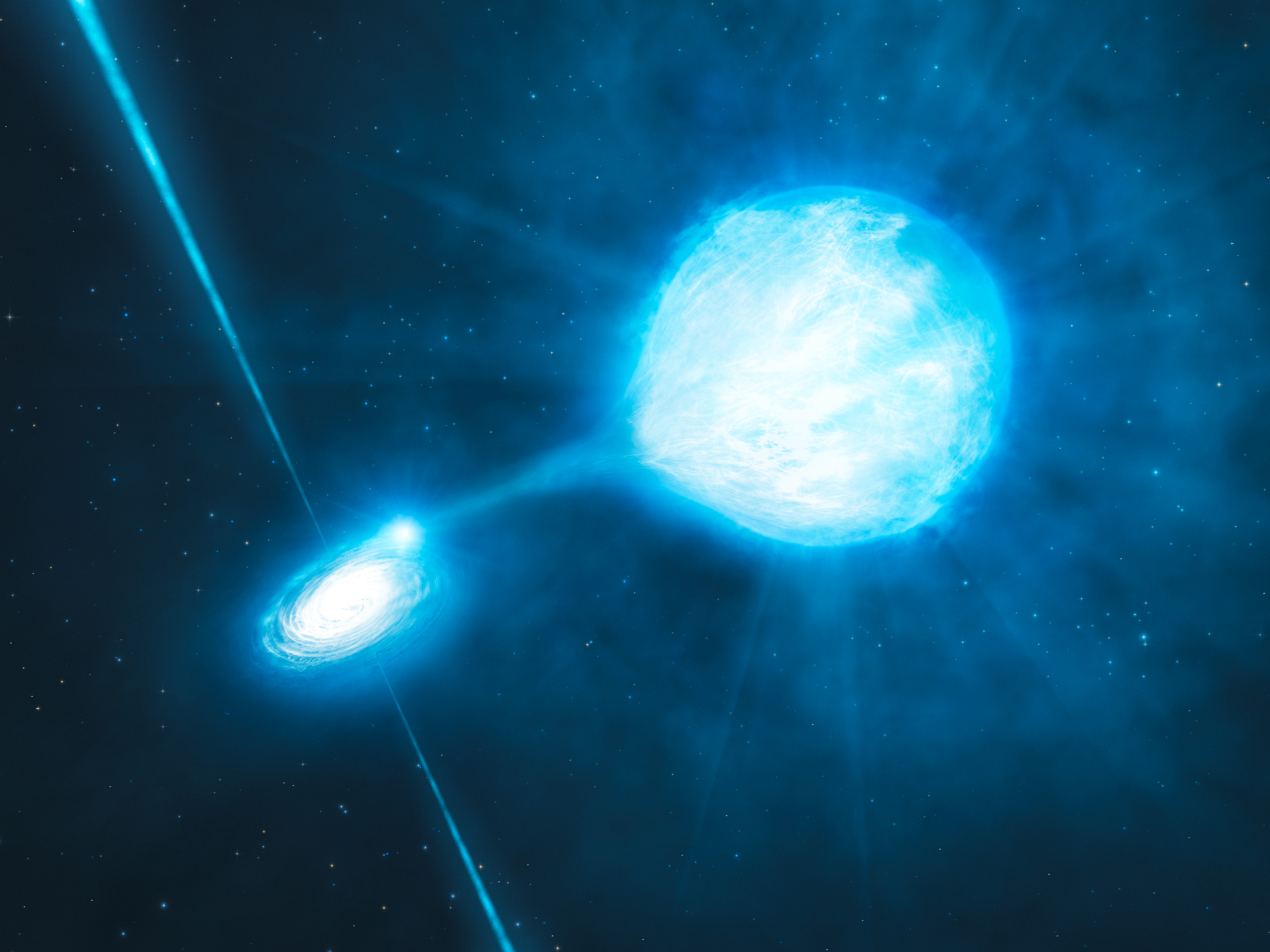
Impresión artística de un agujero negro de masa estelar (izquierda) en la galaxia espiral NGC 300; está asociado a una estrella de Wolf-Rayet.

Agujero negro pasando por delante de una galaxia. El fondo se distorsiona a su paso, en virtud de que el campo gravitatorio interacciona con los fotones, cambiando la dirección de los rayos de luz. La animación muestra el efecto conocido como "lensing" (lente gravitacional), por el cual el agujero negro actúa como una lente, aumentando y deformando las imágenes de los objetos que están detrás. En este caso, el agujero negro ha sido construido con las propiedades teóricas y específicas que lo definen como agujero negro de Schwarzschild.

Un agujero negro estelar es formado por el colapso gravitacional de una estrella masiva (más de 30-70 masas solares) al final de su tiempo de vida. El proceso es observado como una explosión de supernova o una explosión de rayos gamma. La masa mínima estimada de estos agujeros negros es del orden de unas 3 masas solares. Además de por colapso estelar, gracias a los interferómetros de ondas gravitacionales LIGO, sabemos que un agujero negro de masa estelar también puede formarse por la fusión de dos estrellas de neutrones, como sucedió en el evento GW170817. El estudio de este evento permitió precisar que la masa máxima de una estrella de neutrones no rotante sería de unas 2.25 masas solares, lo que abre la puerta a la existencia de agujeros negros de masa estelar a partir de unas 2.3 masas solares.
El agujero negro de masa estelar más grande que se conoce (hasta 2018) posee 80.3 masas solares, y fue descubierto por LIGO. Es el resultado de la unión de otros dos, también estelares más pequeños, que constituyó el evento GW170729.
Teóricamente pueden existir agujeros negros de cualquier masa (Relatividad general). Mientras menos masa posea, mayor debe ser la densidad de la materia para formar un agujero negro, sobre el radio de un agujero negro. No existen procesos conocidos que puedan producir agujeros negros con una masa menor que unas pocas veces la masa del Sol. Si éstos existen, son principalmente agujeros negros primordiales.
El colapso de una estrella es un proceso natural que produce un agujero negro. Es inevitable que al final de la vida de una estrella, cuando todas las fuentes de energía estelar se agotan, si la masa de la estrella que está colapsando está bajo cierto valor crítico, el producto final va a ser una estrella compacta, ya sea una enana blanca, una estrella de neutrones o una estrella de quarks. Estas estrellas tienen una masa máxima. Así que si la estrella que está colapsando tiene una masa que excede este límite, el colapso va a continuar por siempre (colapso gravitacional catastrófico) y formará un agujero negro. La masa máxima de una enana blanca está supeditada a 1.44 masas solares por el Límite de Chandrasekhar, mientras que la masa máxima de una estrella de neutrones es de unas 2.25 masas solares como se explica en el párrafo anterior y constituye lo que se conoce como Límite de Tolman-Oppenheimer-Volkoff
También existe evidencia de otros dos tipos de agujeros negros, que son mucho más masivos que los agujeros negros estelares. Ellos son los agujeros negros de masa intermedia (en el centro de los cúmulos globulares) y los agujeros negros supermasivos en el centro de la Vía Láctea y otras galaxias activas.
Un agujero negro sólo puede tener tres propiedades fundamentales: masa, carga eléctrica y momento angular (rotación). Se cree que todos los agujeros negros formados en la naturaleza tienen rotación, pero no se ha realizado una definida observación en la rotación. La rotación de un agujero negro estelar es debido a la conservación del momento angular de la estrella que lo produjo.

## Las masas observadas de agujeros negros estelares en sistemas binarios compactos de rayos-X
Los agujeros negros estelares en sistemas binarios cercanos son observables cuando la materia es transferida desde una estrella acompañante hacia el agujero negro. La liberación de energía en la caída hacia la estrella compacta es tan grande que la materia alcanza temperaturas de cientos de millones de grados y radiaciones de rayos-X (Astronomía de rayos-X). Por lo tanto, el agujero negro es observable en rayos-X, mientras que la estrella acompañante puede ser observada con telescopios ópticos. La liberación de energía de los agujeros negros y estrellas de neutrones son de la misma magnitud. Los agujeros negros y estrellas de neutrones son ocasionalmente difíciles de distinguir.
Sin embargo, las estrellas de neutrones tienen propiedades adicionales. Estas muestran rotación diferencial, y pueden tener un campo magnético y exhibir explosiones localizadas (explosiones termonucleares). Siempre que se observen tales propiedades, el objeto compacto en el sistema binario es revelado como una estrella de neutrones.
Las masas deducidas vienen de observaciones de fuentes compactas de rayos-X (combinando datos ópticos y de rayos-X). Todas las estrellas de neutrones identificadas hasta ahora tienen una masa comprendida entre 1.17 (J0453+1559) y 2.27 (PSR J2215+5135) masas solares. Ninguno de los sistemas compactos estudiados con una masa superior a 5 masas solares revela las propiedades de una estrella de neutrones. La combinación de esos factores nos revela que la clase de estrellas compactas con una masa superior a 5 masas solares son con seguridad agujeros negros.
Nótese que esta prueba de la existencia de los agujeros negros estelares no es enteramente observacional, pero se basa en una teoría: Nosotros no podemos pensar en otro objeto para esos sistemas binarios compactos masivos estelares que un agujero negro. Una prueba directa de la existencia de un agujero negro podría ser si uno actualmente observa la órbita de una partícula que cae dentro del agujero negro. En principios del 2005, un experimento (inglés) usando un Colisionador relativístico de iones pesados ha mostrado evidencia de materia que cae en un Micro agujero negro, haciendo que la materia se estirase como se esperaba.
Para más información:
- Janusz Ziółkowski "Candidatos a agujeros negros" (en inglés)

## Golpes de agujero negro
Las grandes distancias por encima del plano galáctico alcanzadas por algunas  binarias son el resultado de patadas natales de agujeros negros. La distribución de velocidades de las patadas natales de agujeros negros parece similar a la de las velocidades de golpe de estrella de neutrones. Cabría esperar que fueran los momentos los que coincidieran, recibiendo los agujeros negros menor velocidad que las estrellas de neutrones debido a su mayor masa, pero no parece ser el caso, que puede deberse al retroceso de la materia expulsada asimétricamente aumentando el momento del agujero negro resultante.

## Vacíos de masa
Algunos modelos de evolución estelar predicen que los agujeros negros con masas en dos rangos no pueden formarse directamente por el colapso gravitatorio de una estrella. A veces se distinguen como brechas de masa "inferior" y "superior", que representan aproximadamente los rangos de 2 a 5 y de 50 a 150  masas solares(M☉), respectivamente. Otro rango dado para la brecha superior es de 52 a 133 masas solares (M☉). 150 masas solares (M☉) se ha considerado el límite superior de masa para las estrellas en la era actual del universo.

### Brecha de masa inferior
Se sospecha que existe una brecha de masa inferior debido a la escasez de candidatos observados con masas dentro de unas pocas masas solares por encima de la masa máxima posible de una estrella de neutrones. La existencia y la base teórica de esta posible brecha son inciertas.  La situación puede complicarse por el hecho de que los agujeros negros encontrados en este rango de masas pueden haber sido creados por la fusión de sistemas binarios de estrellas de neutrones, en lugar del colapso estelar. La colaboración LIGO/Virgo ha reportado tres eventos candidatos entre sus observaciones de ondas grevitacionales en la ejecución de O3 con masas componentes que caen en esta brecha de masa inferior. También se ha informado de la observación de una estrella gigante brillante y de rápida rotación en un sistema binario con una compañera invisible que no emite luz, incluidos los rayos X, pero que tiene una masa de 3,3+2,8-0,7 masas solares. Esto se interpreta como una sugerencia de que puede haber muchos agujeros negros de baja masa que no estén consumiendo material en ese momento y que, por tanto, no puedan detectarse mediante la señal de rayos X habitual.

### Hueco de masa superior
La brecha de masa superior se predice mediante modelos exhaustivos de evolución estelar tardía. Se espera que al aumentar la masa, las supermasivas alcancen una etapa en la que se produzca una supernova de inestabilidad de pares, durante la cual la creación de pares, la producción de  electrones y positrones libres en la colisión entre núcleos atómicos y rayos gamma energéticos, reduzca temporalmente la presión interna que soporta el núcleo de la estrella contra el colapso gravitatorio. Esta caída de presión conduce a un colapso parcial, que a su vez provoca una combustión muy acelerada en una explosión termonuclear con fuga térmica, lo que provoca que la estrella se desintegre por completo sin dejar un resto estelar.
Las supernovas de inestabilidad de pares sólo pueden ocurrir en estrellas con un rango de masas de alrededor de 130 a 250 masas solares (M☉) (y de baja a moderada metalicidad (baja abundancia de elementos distintos del hidrógeno y el helio -una situación común en las estrellas de Población III)). Sin embargo, se espera que esta brecha de masa se extienda hasta unas 45 masas solares por el proceso de pérdida de masa pulsacional de inestabilidad de pares, antes de que se produzca una explosión de supernova "normal" y el colapso del núcleo. En estrellas no giratorias, el límite inferior de la brecha de masa superior puede ser de hasta 60 (M☉). Se ha considerado la posibilidad de un colapso directo en agujeros negros de estrellas con una masa del núcleo > 133  (M☉), lo que requiere una masa estelar total de > 260  masa slar (M☉), pero puede haber pocas posibilidades de observar un remanente de supernova de masa tan elevada; es decir, el límite inferior de la brecha de masa superior puede representar un límite de masa.
Las observaciones del sistema LB-1 de una estrella y una compañera invisible se interpretaron inicialmente en términos de un agujero negro con una masa de unas 70 masas solares, que quedaría excluido por la brecha de masa superior.  Sin embargo, investigaciones posteriores han debilitado esta afirmación.
Los agujeros negros también pueden encontrarse en la brecha de masa a través de mecanismos distintos de los que implican una sola estrella, como la fusión de agujeros negros.